# 佐谷靖
佐谷 靖（さたに やすし、1905年（明治38年）2月2日 - 1978年（昭和53年）8月29日）は、日本の医師。京都府舞鶴市長（6期）。

## 来歴
京都府舞鶴市出身。旧制京都府立第三中学校（現・京都府立福知山高等学校）を経て、1928年（昭和3年）京都府立医科大学卒。1930年（昭和5年）舞鶴で佐谷医院を開業。小学校の校医や舞鶴医師会評議員、京都府医師会代議員などを歴任する。1942年（昭和17年）舞鶴市会議員に当選。1945年（昭和20年）には軍医として召集された。
戦後すぐ、日本社会党舞鶴支部を結成し、支部長に就任する。京都府議会議員となり、舞鶴市の東西分離問題が起きたとき、府議会議員として分離反対運動をして、撤回させた。
1954年（昭和29年）舞鶴市長に当選。革新市長として市の発展のため尽力した。
在職中は市の分離問題の後始末のため、東西融和に努めるとともに、市の赤字財政の解消、社会資本の整備、福祉行政への取組、障害児への教育施設の設置、障害者授産施設の開設、老人医療公費負担制度の実施、保育所の設置などの施策を行った。
舞鶴市は近畿北部の中核都市であるとともに、近畿地方の日本海側では唯一の国際貿易港である舞鶴港を擁する国際港湾都市であるが、米ソ冷戦下、両国との交流は極めて希薄であり、日ソが国交を回復した1957年（昭和31年）10月以降も舞鶴港の貿易量は低迷、太平洋側の港に比べ大きく出遅れる結果となった。
そこで佐谷は1959年（昭和33年）8月より訪ソを相次いで実施するなど日ソ・日中関係改善に尽力。そして1961年（昭和36年）6月、日本中が注目するなか社会主義国とは日本で初めてとなる姉妹都市提携が実現、ソ連・ナホトカ市と友好姉妹都市となる事に成功した。
6期23年に渡り舞鶴市長を務め地方自治の進展に尽力。1977年（昭和52年）に舞鶴市名誉市民に選ばれた。翌1978年（昭和53年）死去。